# Lawinensprengmast

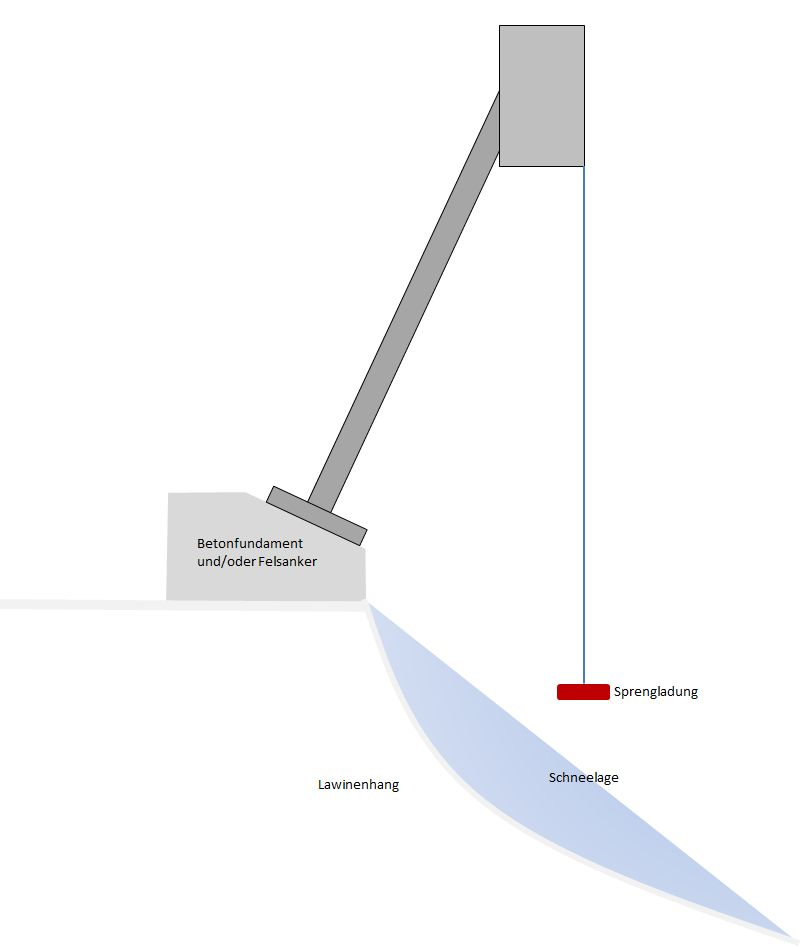
Vereinfachte, nicht maßstabgetreue Prinzipskizze eines Lawinensprengmasten

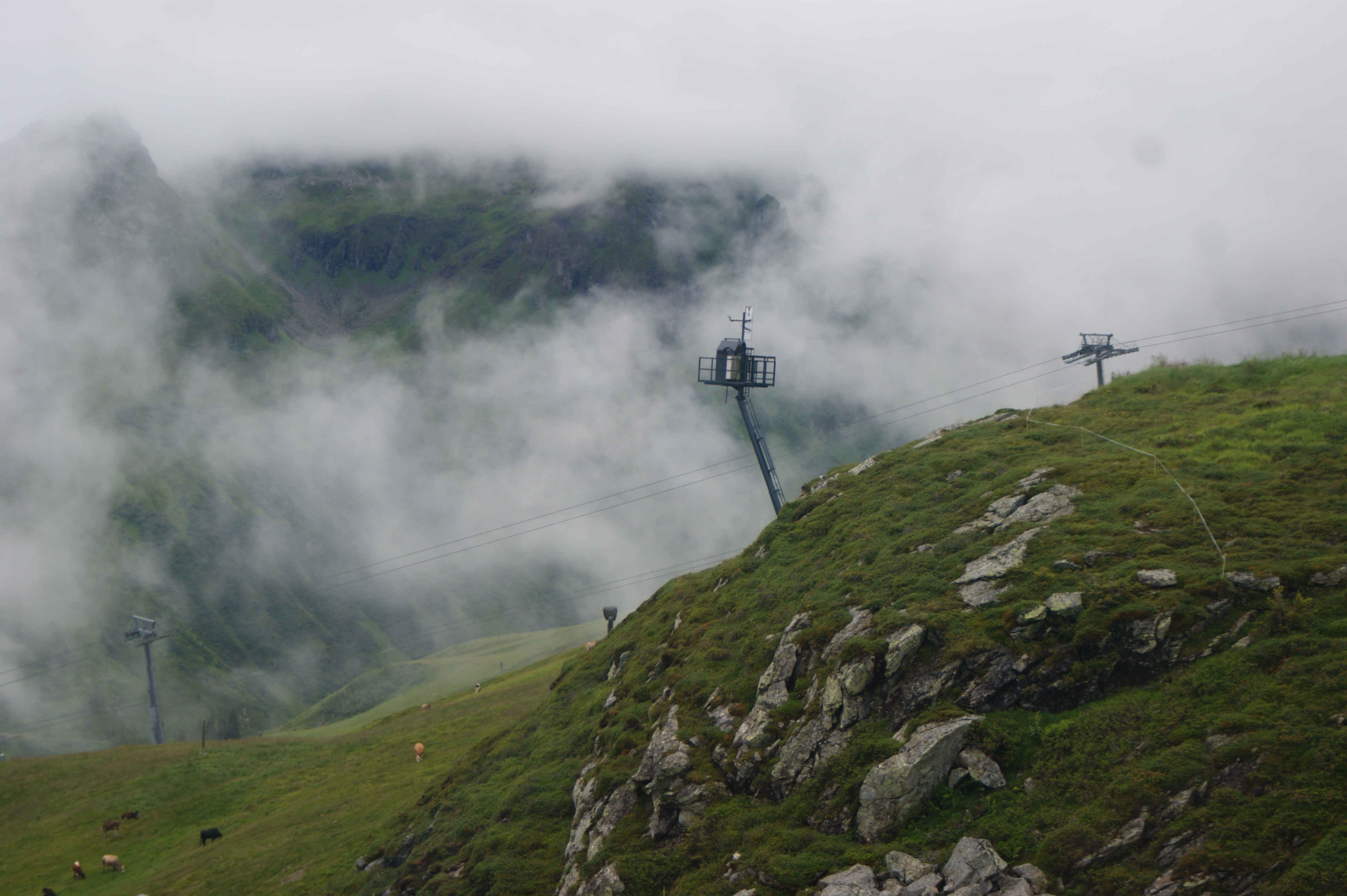
Lawinensprengmast in der Nähe der Jöchlebahn in Sankt Gallenkirch im Montafon

Der Lawinensprengmast (auch: Lawinenmast oder Sprengmast) ist eine dauerhaft errichtete halbautomatische Abwurfanlage für Sprengstoff zur Lawinenauslösung in Steilhängen. Im Gegensatz zum Lawinenwächter bzw. zur Lawinenpfeife werden beim Lawinensprengmast die Sprengstoffpatronen nicht bis zu 200 Meter weit ausgeworfen, sondern hängen nach dem Auswurf an einem Halteseil gesichert unter dem etwa 8 Meter hohen und 25° geneigten Mast. Dies hat den Vorteil, dass die Sprengung im optimalen Bereich über der Schneedecke erfolgen und die Sprengstoffpatrone nicht auf der Schneedecke abgleiten kann.
Lawinensprengmasten werden seit 2000 angeboten.

## Installation und Funktion
Ein Lawinensprengmast wird in einem Winkel von etwa 25° bei der bekannten Anrisszone einer Lawine installiert und bei Bedarf werden die Sprengladungen aus dem Magazin nach unten ausgeworfen und gezündet. In einem Magazin des Lawinensprengmasten haben je nach Hersteller zwischen vier bis 36 fertig konfektionierte Sprengladungen Platz. Beim Auswurf aus dem Magazin werden zwei Abreißanzünder gezogen und die daran befindliche Sicherheitsanzündschnur gezündet (redundante Zündung). In Österreich wird der Lawinensprengmast – je nach Hersteller – mit Sprengstoffpatronen bis 2,5 bzw. 5,0 in der Schweiz bis 2,7 bzw. 5,4 kg je Magazinplatz beladen. Der Lawinensprengmast kann auch ohne Sichtkontakt zum Auslösepunkt und bei schlechter Witterung betrieben werden.
Mit einem Lawinensprengmast detoniert die Sprengladung optimal 0,5 bis 3 Meter über der Schneedecke und schöpft den Detonationsdruck voll aus. Die Detonationshöhe über der Schneedecke kann mit der Länge des Halteseils zuvor variabel eingestellt werden. Weitere Vorteile sind (je nach Hersteller etwas unterschiedlich):
- geringer Bauaufwand
- keine Zuleitungen erforderlich
- kein Personal in Gefahrenzone
- Schneller Zugriff durch ferngesteuerte Auslösung
- Wetter- und Zeitunabhängig
- es sind nur sehr geringe Eingriff in die Umwelt erforderlich.[1][2]

Nachteile des Systems sind, dass immer derselbe Auslösepunkt für die Sprengung vorliegt und die hohen Anschaffungskosten.
Die Energieversorgung des Lawinensprengmasts erfolgt autark über Solarmodule.

## Bedienung und Auslösung

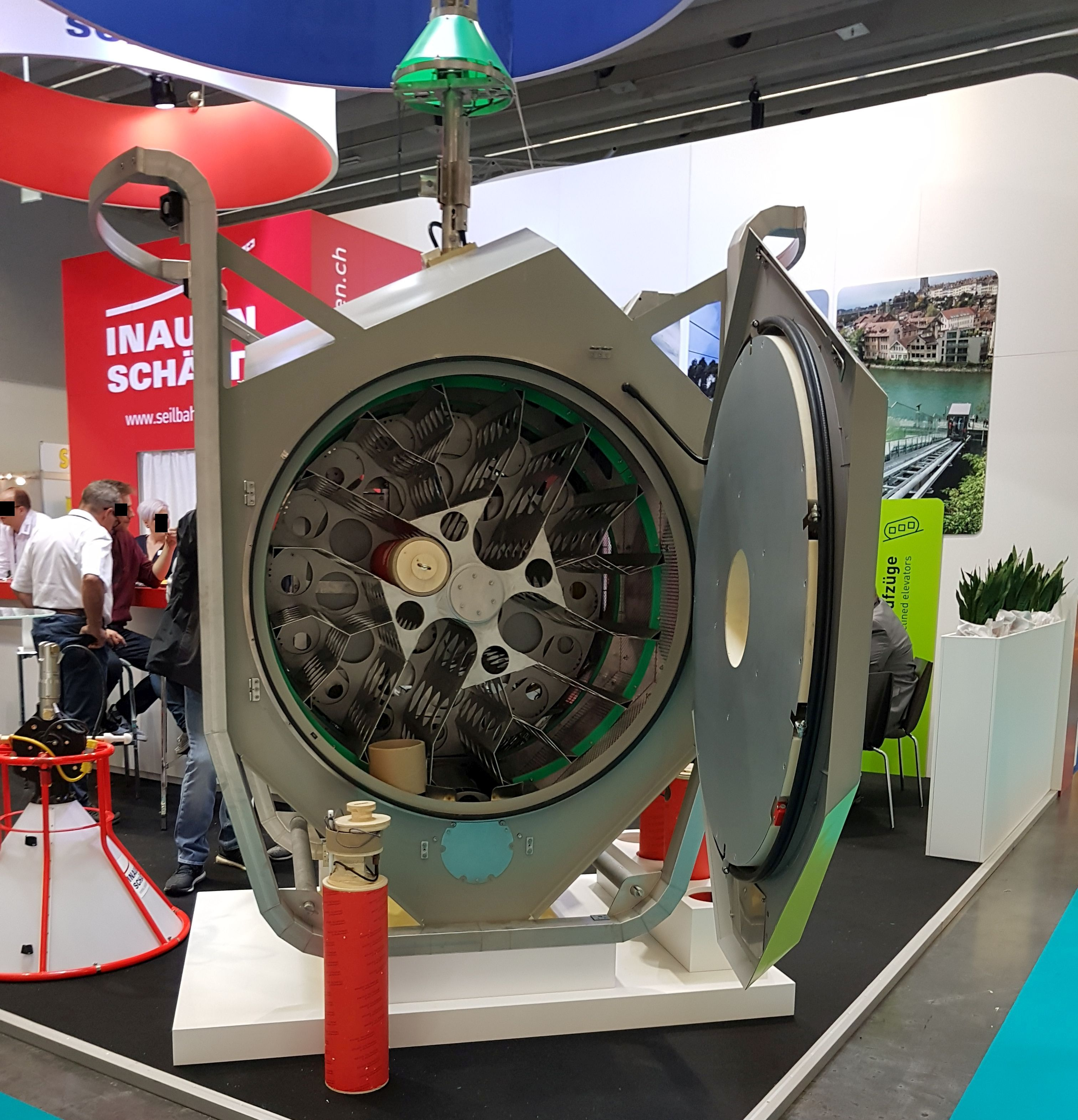
Kopfteil des Avalanche Trigger LM32 der Inauen Schätti AG

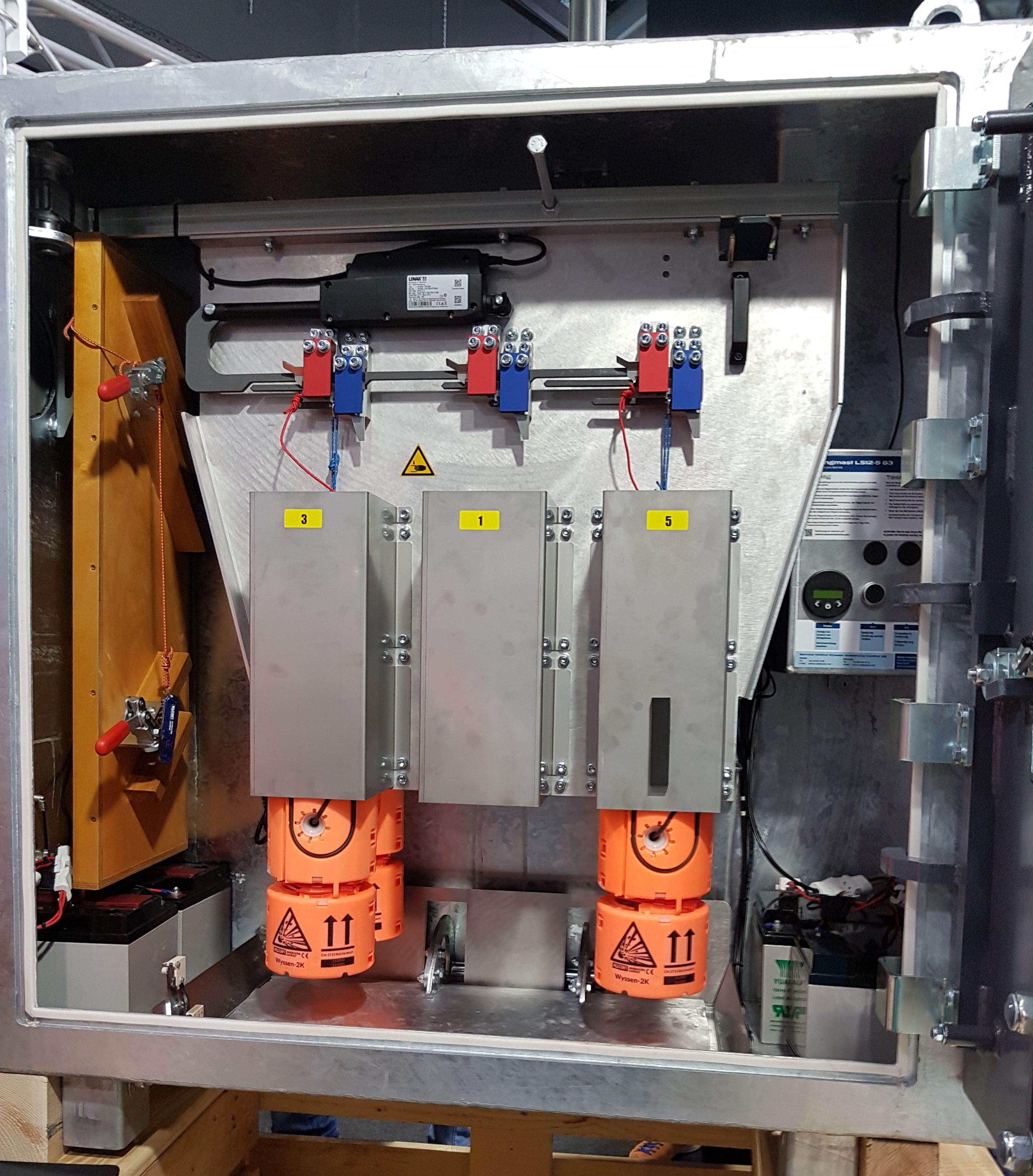
Kopfteil des Wyssen Lawinensprengmasten „Mini“ LS6-5

Die Bedienung der fest installierten Anlage erfordert in Österreich und der Schweiz eine besondere Zusatzausbildung für Sprengberechtigte. Nur eine Einschulung ist unzureichend.
Die Ladungen werden ferngesteuert von einem PC, Smartphone oder Tablet durch eine Funkverbindung oder ein GSM-Netz bzw. GPRS-Verbindung und eine spezielle Software ausgelöst. Durch die Software wird der gesicherte Zugang, die dauerhafte Überwachung der Anlage, die Zündung und damit die Auslösung einer Lawine ermöglicht.
Die Ladungen des Lawinensprengmasts zünden über der Schneedecke. Zu Auslösepunkthöhe, Sprengstoffe und Sprengstoffmenge sowie Zündung des Sprengstoffes siehe: Lawinenauslösung durch Sprengstoff und Künstliche Lawinenauslösung.
Ablauf der Auslösung: Auslösebefehl – Magazin gibt eine Ladung frei – Abwurf einer Ladung (gesichert am Halteseil) – Explosion nach etwa 30 bis 40 Sekunden – Detonation wird am PC/Smartphone/Tablet angezeigt – Abwurf der Halteschnur – Magazin schließt automatisch.

## Weitere Ausführungen
Ein Lawinensprengmast kann auch mit einem Lawinenwächter auf demselben Fundament betrieben werden.
Von der Fa. Inauen-Schätti AG wird z. B. ein Lawinensprengmast unter der Bezeichnung: Avalanche Trigger LM32 angeboten und ähnlich auch von der Fa. Wyssen, bei dem die Abwurfanlage (Kopfteil des Lawinensprengmast) mittels Hubschrauber vom Mast ohne Bodenpersonal abgenommen bzw. eingesetzt werden kann, wodurch ein direkter Zugang im Winter zur Abwurfanlage nicht mehr erforderlich ist. Der LM 32 wird erst durch Magnetschalter aktiviert, wenn dieser in seiner Halterung eingesetzt wird. Während des Fluges mit dem Hubschrauber ist die Anlage des LM32 deaktiviert. Der LM32 kann wahlweise 16, 24 oder 32 Sprengstoffpatronen bis 5 kg aufnehmen, die Anlage der Fa. Wyssen je nach Ausführung maximal 24 Sprengstoffpatronen.

## Kosten
Die Kosten für einen Lawinensprengmast belaufen sich auf etwa 100.000 Euro, jede Sprengung selbst kostet (ohne Aufwendungen für Bedienmannschaft, Absperrposten etc.) ca. 100 Euro. Die Kosten für ein Fundament werden mit etwa 12.000 bis 25.000 Euro angegeben. Hinzu kommen die jährlichen Wartungskosten.

## Detektion
Ob die Zündung und der Erfolg der Auslösung der Lawine eingetreten ist, wird jeweils bei dauerhaft installierten Geräten von einem im Gerät eingebauten Geophon oder Mikrophon gemessen und angezeigt.